# ایست کینگستون (نیویورک)
ایست کینگستون (به انگلیسی: East Kingston) یک منطقهٔ مسکونی در ایالات متحده آمریکا است که در شهرستان اولستر، نیویورک واقع شده‌است. ایست کینگستون ۱٫۸ کیلومتر مربع مساحت و ۲۷۶ نفر جمعیت دارد و ۴۶ متر بالاتر از سطح دریا واقع شده‌است.